# Смоленська битва (1941)
Смоленська битва (1941) (10 липня — 10 вересня 1941) — комплекс оборонних і наступальних дій радянських військ проти німецької групи армій «Центр» і частини сил групи армій «Північ» на головному московському напрямі. Протягом двох місяців (з 10 липня 1941 року по 10 вересня 1941 року) запеклі бої тривали на величезній території: 600 — 650 км по фронту (від Ідриці і Великих Лук на півночі до Лоєва і Новгород-Сіверського на півдні) і 200 — 250 км в глибину (від Полоцька, Вітебська і Жлобина на заході до Андреаполя, Ярцево, Єльні і Трубчевська на сході). У різний час в них брали участь: з радянського боку — сухопутні війська і авіація чотирьох фронтів (Західного, Центрального, Резервного і Брянського), а також авіація 3-го далекобомбардувального корпусу, з німецької — війська групи армій «Центр», частина сил групи армій «Північ» і авіація 2-го повітряного флоту.
Смоленська битва являє собою першу велику оборонну операцію початкового періоду війни, в якій просування ворога було зупинено на два місяці. Війська вермахту зазнали відчутних втрат, а на окремих ділянках змушений були відступити.
Смоленська битва включає ряд окремих боїв і операцій:
- Оборону Полоцька
- Оборону Смоленська
- Бобруйський бій
- Оборону Могильова
- Єльнинську наступальну операцію
- Духовщинську операцію
- Рославль-Новозибківську операцію
- Бої за Ярцево

## Плани сторін
8 липня 1941 року німецьке командування поставило групі армій «Центр» (2-га і 3-тя танкові групи, 9-та і 2-га армії, генерал-фельдмаршал Федор фон Бок) завдання оточити радянські війська, що обороняють рубіж Західної Двіни і Дніпра. Опанувати районом Орша, Смоленськ, Вітебськ і відкрити найкоротший шлях на Москву. Противник перевершував війська Західного фронту в людях, артилерії і літаках в 2 рази, а в танках в 4 рази.
10 липня 1941 року після розгрому основних сил радянського Західного фронту в Білостоцько-Мінській битві німецькі мобільні сили групи армій «Центр» вийшли на Західну Двіну в районі Вітебська (3-тя танкова група) і Дніпро у районі Орші та Могильова (2-га танкова група).
З прикордонних районів відійшли ослаблені і розрізнені дивізії Західного фронту РСЧА (13-та і 4-та армій), вони відводилися в тил для переформування та доукомплектування.
З'єднання Другого Стратегічного ешелону, які 2 липня 1941 року були включені до складу Західного фронту (маршал Радянського Союзу Тимошенко С. К.), продовжували прибувати з глибини країни і були ще не повністю розгорнуті. Частина військ вже вела бої в Полоцькому і Себежському укріпрайоні і на плацдармі в районі Дісни (22-га армія), на Лепельського напрямку 20-та армія, на переправах у районі Бихова і Рогачова (21-ша армія). Радянські рухомі війська, що брали участь в контрнаступі на Лепель (5-й і 7-й механізовані корпуси), зазнали серйозних втрат, особливо в танках.
Всього на рубежі від Ідріци до Речиці до початку Смоленської битви встигли зайняти позиції 37 з 48 дивізій цих армій, з них 24 дивізії — у першому ешелоні (в середньому на кожну дивізію припадала смуга шириною 25 — 30км). Оборона фронту не була підготовлена і в інженерному відношенні.
У новому наступі на Московському напрямі німецьке командування розраховувало добитися вирішального успіху. Загальний задум передбачав розсічення фронту радянської оборони на три частини, оточення та ліквідацію Полоцьк-Невельського, Смоленського та Могилевського угруповань Західного фронту і створення тим самим сприятливих умов для безперешкодного наступу на Москву.
Оточення полоцьк-невельського угруповання радянських військ (22-ї армії) покладалося на війська суміжних флангів груп армій «Північ» та «Центр». Головні сили 4-ї армії противника (2-га і 3-тя танкові групи) були спрямовані проти смоленського угруповання РСЧА (20-ї, 19-ї і 16-ї армії) і Могильовського угруповання (13-та армія).
Рішення німецького командування розпочати новий наступ на московському напрямі одними рухомими сполуками не чекаючи підходу піхотних дивізій стало неприємною несподіванкою для радянського командування.
Точні плани радянського командування невідомі, але судячи по контрудару на Лепельського напрямку і наступних подій можна припустити, що після зосередження всіх військ Другого Стратегічного ешелону на Західному фронті повинні бути зроблені будь-які активні дії. Командувач військами Західного фронту, а з 10 липня — Західного напрямку маршал Радянського Союзу С. К. Тимошенко поставив арміям завдання зайняти оборону по Західній Двіні, Дніпру та в межиріччі і контрударами зупинити противника. 20 липня Ставка поставила Західному фронту наступальні завдання з метою звільнення Смоленська і виходу до Орші.

## Дії сторін
За характером бойових дій та змістом завдань, що виконувалися, Смоленська битва поділяється на 4 етапи.

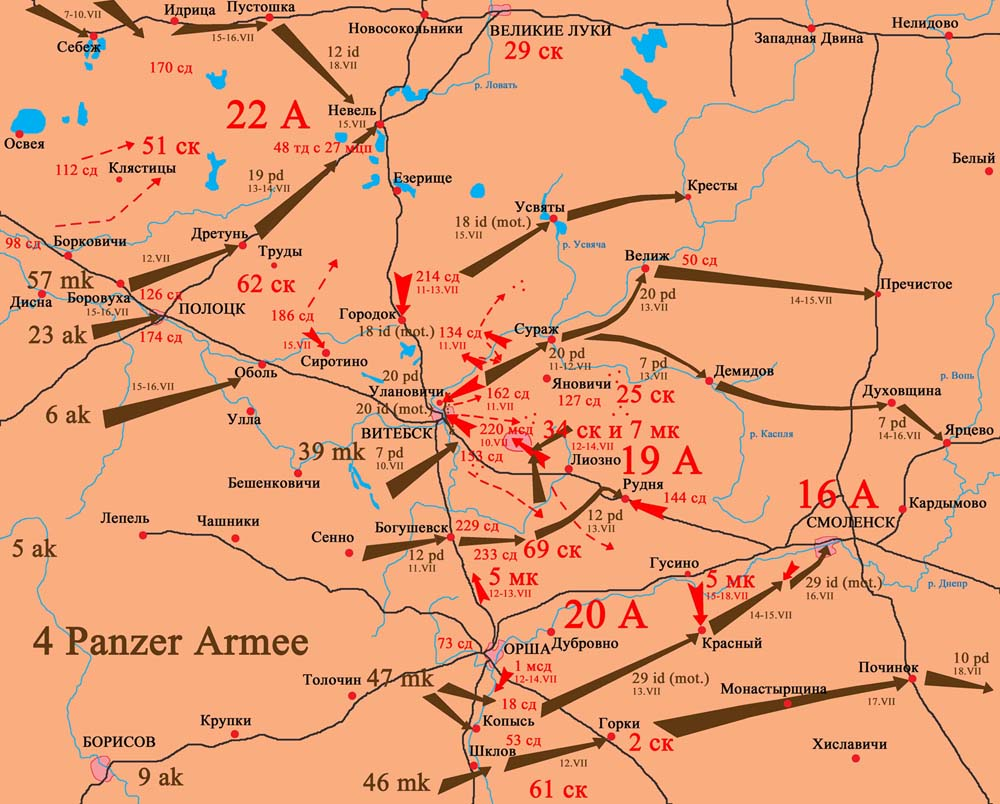
Смоленська битва 10.07 — 18.07.1941. I етап

І етап — з 10 по 20 липня 1941 року.
Німецькі війська (7-ма, 9-та, 13-та танкові дивізії) прорвали оборону Західного фронту на його правому фланзі та в центрі, просунувшись на 200 кілометрів, оточили Могильов, захопили Оршу, Смоленськ.
З 15 липня 1941 року 16-та армія, якою командував генерал-лейтенант М.Лукін вела бої за Смоленськ (16 липня гітлерівцям вдалося оволодіти значною частиною міста, але бої в Смоленську йшли ще два тижні, лише 29 липня після запеклих боїв останні радянські частини залишили Смоленськ), Єльню, Кричів. Увечері 16 липня більша частина Смоленська була у руках німців. Таким чином, на двадцять п'яту добу після початку кампанії перша стратегічна мета операції план «Барбаросса» виявилася досягнута: передові частини групи армій «Центр» знаходилися в районі Ярцево-Смоленськ-Єльня-Рославль. Німецькі війська пройшли 700 кілометрів. До Москви залишалося ще 350. Тільки в Могильові, вже далеко від лінії фронту, продовжувалися запеклі бої. 19-та, 16-та і 20-та армії РСЧА опинилися в оточенні в районі Смоленська.
На лівому фланзі фронту 21-ша армія (генерал-полковника Кузнецова Ф. І.), яка в ці дні вела контрнаступ на Бобруйському напрямку, звільнила міста Рогачов і Жлобин, скувала на тривалий час 2-гу армію противника. Після захоплення Смоленська противнику не вдалося розгорнути подальший наступ на Москву. 17 липня 1941 року шлях німецьким частинам перегородила сформована бойова група під командуванням генерала Рокоссовського, у складі 38-ї стрілецької дивізії і 101-ї танкової дивізії, а активні дії оточених радянських частин не давали гітлерівцям можливості вивільнити достатню кількість військ для успішного просування на московському напрямку.
Війська К. К. Рокоссовського не просто зупинили противника, а й провели стрімку і несподівану для противника наступальну операцію. 19-20 липня 1941 року, форсувавши річку, завдали удару по противнику, що не встиг закріпитися, звільнили місто Ярцево (майже за два місяці до звільнення м. Єльні, визнаного першим з звільнених в роки війни).
II етап — з 21 липня по 7 серпня 1941 року.
Радянське командування зробило спробу організувати на західному напрямку контрнаступ військами Фронту резервних армій з метою деблокувати частини 20-ї і 16-ї армій, замкнені в районі Смоленська. До участі в контрударі залучалися п'ять оперативних груп, утворені зі складу 29-ї, 30-ї, 24-ї і 28-ї нових армій Резервного фронту. Радянські війська завдавали концентричні удари в напрямку на Смоленськ.
Завдання: у взаємодії з 16-ю і 20-ю арміями розгромити противника на півночі і півдні від Смоленська. У ході бойових дій утворилося два основні осередки боротьби: один в районі Смоленська і Єльні, інший на річці Сож і в межиріччі Дніпра і Березини. У зв'язку з цим 24 липня 1941 року був утворений Центральний фронт із 13-ї та 21-ї армій лівого флангу Західного фронту і висунутої з резерву 3-ї армії (командувач генерал-полковник Кузнецов Ф. І., з серпня — генерал-лейтенант Єфремов М . Г.).
У ході контрнаступу смоленське угруповання противника розгромити не вдалося, але радянські війська зірвали наступ групи армій «Центр» на Москву, допомогли 20-ї і 16-ї армії РСЧА прорвати оточення.
У другій половині липня зав'язалис напружені бої в районі Єльні і в районі Рославля. Під Єльню було терміново перекинуто 24-ту і 43-тю армії, які почали контратаки на місто. Під Рославлем німцям вдалося оточити і знищити 28-му армію генерала Качалова.
Наступ груп армій «Північ» та «Південь» проходив не так швидко, як планувало німецьке командування, тому 19 липня 1941 року Гітлер видав директиву № 33, в якій пропонувалося передати танкові з'єднання група армій «Центр» в розпорядження група армій «Північ» (танкова група Г.Гота) і група армій «Південь» (танкова група Г.Гудеріана). Наступ на Москву наказувалося продовжувати силами піхотних з'єднань. На думку німецьких воєначальників, це рішення призвело до затримки наступу на Москву і, в кінцевому підсумку, до провалу плану «Барбаросса».
III етап — з 8 серпня по 21 серпня 1941 року.
8 серпня в наступ проти Центрального фронту перейшли 2-га польова та 2-га танкова армії противника. Радянські війська були вимушені відходити в південно-східному і південному напрямках. 16 серпня для прикриття брянського напрямку був утворений Брянський фронт (генерал-лейтенант Єрьоменко А. І.) у складі 13-ї і 50-ї, а з 25 серпня 3-ї і 21-ї армій.
25 серпня 1941 року Центральний фронт був скасований. До 21 серпня німецькі війська вийшли на рубіж Гомель, Стародуб, створивши загрозу флангу і тилу Південно-Західного фронту.
16 серпня 1941 року війська Західного фронту і 24-ї і 43-ї армій Резервного фронту, створеного 30 липня (генерал армії Жуков Г. К.) перейшли в наступ проти Єльнинського угруповання противника. Бої під Єльнею носили тяжкий позиційний характер. Радянські війська здійснювали фронтальні атаки на ворога і несли величезні втрати. Жуков підтягував все нові й нові дивізії і кидав їх у бій без підготовки. Поки Жуков три тижні намагався пройти з боями 20 км, Гудеріан здійснив ривок від Смоленська до Гомеля й Конотопу.
IV етап — з 22 серпня по 10 вересня 1941 року.
Війська Брянського фронту намагалися зірвати наступ частини сил групи «Центр» у тил Південно-Західному фронту, але безуспішно. 1 вересня під Смоленськом війська Західного фронту знову перейшли в наступ, але у них не вистачило сил і засобів, щоб зломити опір ворога. За дев'ять днів запеклих боїв вони просунулися лише на кілька кілометрів.
30 серпня відновили наступ дві армії Резервного фронту: 24-та армія діяла на Єльнинському напрямку, 43-тя наступала на Рославль. 5 вересня німецький 20-й армійський корпус, що оборонявся у Єльнинському виступі, почав відходити, 6 вересня радянські війська зайняли Єльню. Проте далі просунутися радянські війська не змогли. Попри ліквідацію Єльнинського виступу 24-та і 43-тя армії витратили всі свої резерви і були дуже ослаблені, тому вже через місяць вони не змогли витримати наступ німецьких військ під час операції «Тайфун».
На лінії Брянського фронту була спланована і проведена повітряна операція, в якій брали участь 460 літаків ВПС Брянського і Резервного фронтів, 1-ї резервної авіагрупи і далекобомбардувальної авіації. Керівництво операцією здійснював заступник командувача ВПС Червоної армії генерал І. Ф. Петров. У період з 29 серпня по 4 вересня ВПС зробили понад 4000 літако-вильотів. Однак результати повітряної операції не були повною мірою використані сухопутними військами. 10 вересня 1941 року війська Західного, Резервного і Брянського фронтів за наказом Ставки перейшли до оборони.

## Підсумки битви

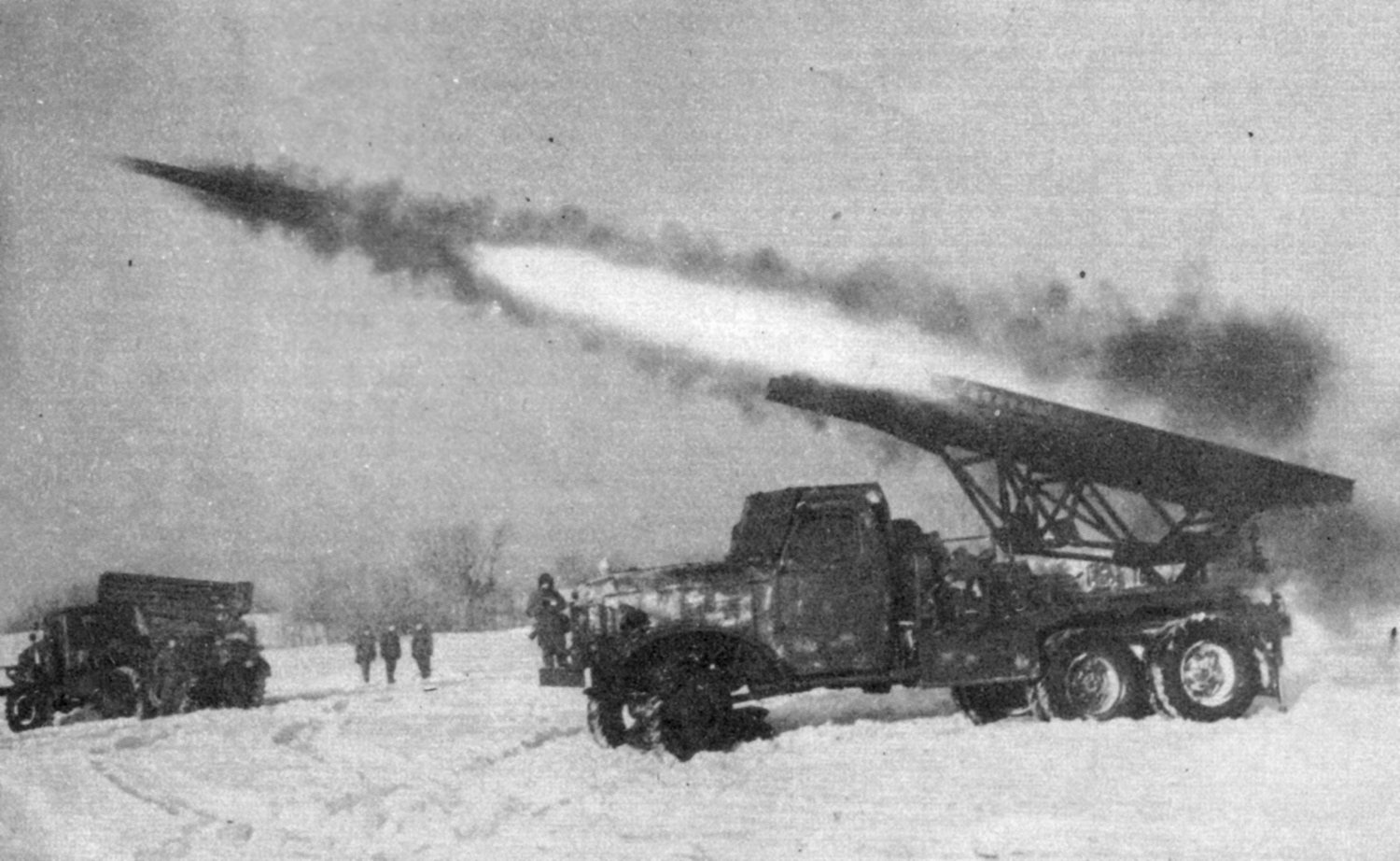
БМ-13 «Катюша»

Смоленська битва — важливий етап зриву гітлерівського плану блискавичної війни проти СРСР. Німецькі війська були зупинені за 300 кілометрів від Москви, хоча, за розрахунками німецького командування, група армій «Центр» повинна була захопити столицю СРСР у середині липня 1941 року. У боях в червні — серпні 1941 року були підірвані основи «бліцкригу» і всього стратегічного плану війни — плану Барбаросса. Німецькі війська були тимчасово зупинені на всіх стратегічних напрямках. Радянське командування виграло час для підготовки оборони Москви. Гітлерівське командування не ризикнуло перекинути 3-тю танкову армію для наступу на Ленінград.
Наказом Народного Комісара Оборони СРСР № 308 від 18 вересня 1941 року з'єднанням Червоної Армії, які найбільш відзначилися під час Смоленської битви, вперше в історії РСЧА було присвоєно звання гвардійських. Першими удостоєні цього звання 100-та, 161-ша, 127-ма, 153-тя стрілецькі дивізії, які відзначилися в боях на західному напрямку. 100-та, 127-ма, 153-тя і 161-ша стрілецькі дивізії були перейменовані в 1-шу, 2-гу, 3-тю і 4-ту гвардійські дивізії відповідно. Командири дивізій: генерал Руссиянов І. Н., полковники Акименко А. З., Гаген М. О., Москвитін П. Ф.
За мужність і відвагу, проявлені в ході Смоленської битви, 928 бійців і командирів Червоної Армії були нагороджені орденами і медалями, 7 чоловік удостоєні звання Героя Радянського Союзу.
Під час Смоленської битви в липні 1941 року вперше застосовано нову потужну зброю — реактивну артилерію (БМ-13 «Катюша»). 14 липня 1941 року в 15 годин 15 хвилин батарея капітана І. А. Фльорова завдала удар по залізничному вузлу Орша, де стояли німецькі вагони з боєприпасами та цистерни з пальним.